# Iris Apatow
Iris Apatow é uma atriz Americana. Ela é conhecida por ter retratado a personagem Arya Hopkins na série Love uma série original do serviço de streaming Netflix e Krystal Kris no filme The Bubble. Iris é filha do comediante e diretor Judd Apatow e da atriz Leslie Mann; tendo como sua irmã mais velha a atriz Maude Apatow.

## Biografia

### Origens
Iris Apatow nasceu em 22 de outubro de 2002, ela é filha da atriz Leslie Mann e o cineasta Judd Apatow. Sua irmã é a atriz Maude Apatow, com quem trabalhou nos filmes This is 40, Funny People e Knocked Up, todos dirigidos pelo seu pai Judd Apatow. Ela concluiu o ensino médio em 2021.

### Carreira
Iris começou a atuar aos 5 anos de idade, quando apareceu como a personagem Charlotte ao lado de Seth Rogen no filme Knocked Up, dirigido por seu pai, Judd Apatow.
Em 2016, Iris apareceu na série da Netflix Love como Arya Hopkins, a jovem estrela de uma série de TV.
Em 2021, Iris apareceu no filme-concerto SOUR Prom da cantora americana Olivia Rodrigo.
Em 2022, Apatow interpretou Krystal Kris, uma superestrela do TikTok que se junta ao elenco de Cliff Beasts 6 como a personagem Vivian Joy no filme The Bubble.

## Filmografia

### Filmes
| Ano  | Título              | Personagem                               | Notas |
| ---- | ------------------- | ---------------------------------------- | ----- |
| 2007 | Knocked Up          | Charlotte                                | Atriz |
| 2009 | Funny People        | Ingrid                                   |       |
| 2012 | This Is 40          | Charlotte                                |       |
| 2016 | Sausage Party       | Berry Good Candies/Grape #3/Coconut Milk | Voz   |
| 2022 | Sour Prom           | Ela mesma                                |       |
| 2022 | The Bubble          | Krystal Kris                             |       |
| 2024 | Young Werther       | Sissy                                    |       |
| TBA  | Ballerina Overdrive |                                          |       |

### Televisão
| Ano       | Título       | Personagem   | Notas                 |
| --------- | ------------ | ------------ | --------------------- |
| 2016-2018 | Love         | Arya Hopkins | Personagem recorrente |
| 2024      | Unstable     | Georgia      | 8 episódios           |
| TBA       | Tell Me Lies | Amanda       |                       |